# کلود فرانسوا
کلود فرانسوا (به فرانسوی: Claude François) معروف به کلوکلو خواننده فرانسوی بود. وی در اول فوریه سال ۱۹۳۹ میلادی در شهر اسماعیلیه مصر متولد شد و در ۱۱ مارس ۱۹۷۸ میلادی در اثر برق‌گرفتگی (در حمام) در پاریس در گذشت. از ساخته‌های او می‌توان ترانه‌ی «Comme d'habitude» را نام برد که نسخه‌ی اصلی ترانه‌ی معروف «راه من» فرانک سیناترا محسوب می‌شود.